# Kralingse Zoom (stacja metra)
Kralingse Zoom – stacja metra w Rotterdamie, położona na linii A (zielonej), B (żółtej) i C (czerwonej). Została otwarta 27 maja 1982. Stacja znajduje się na Kralingen, we wschodnim Rotterdamie, na zachód od autostrady A16.